# Inger Lundberg
Karin Inger Elisabet Lundberg, född Edquist 28 mars 1948 i Nacka, död 18 februari 2006 i Nikolai församling i Örebro, var en svensk politiker (socialdemokrat), som var riksdagsledamot 1991–2006.
Hon var även kommunfullmäktigeledamot och kommunalråd i Örebro.